# Валухов, Иван Семёнович
Иван Семёнович Валухов (10 сентября 1913, Владикавказ — 9 мая 1966, Москва) — майор Советской Армии, участник Великой Отечественной войны, Герой Советского Союза (1944).

## Биография
Иван Валухов родился 28 августа (по новому стилю — 10 сентября) 1913 года во Владикавказе. В 1928 году окончил семь классов школы, в 1932 году — школу фабрично-заводского ученичества. В 1930—1933 годах Валухов работал слесарем вагоноремонтного завода в Орджоникидзе. В 1936 году он окончил школу пилотов Гражданского воздушного флота в Батайске, после чего работал рейсовым пилотом. В 1941 году Валухов окончил Лётный центр ГВФ, после чего работал в Московском управлении ГВФ. В июне 1941 года был призван на службу в Рабоче-крестьянскую Красную Армию. С июля того же года — на фронтах Великой Отечественной войны. Был командиром самолёта, заместителем командира авиационной эскадрильи, командиром эскадрильи. К концу войны капитан Иван Валухов командовал эскадрильей 334-го авиаполка дальнего действия 1-й авиадивизии 7-го авиакорпуса Авиации дальнего действия СССР.
За время войны Валухов совершил 486 боевых вылетов, 339 из которых — в ночное время суток. Летал на бомбардировщике «Ли-2». Производил бомбардировку военных объектов, скоплений техники и живой силы врага, 147 раз доставлял грузы в блокадный Ленинград, 76 раз — оружие и боеприпасы партизанским соединениям (15 раз садился на лесные аэродромы), выбрасывал десанты во вражеские тылы. В октябре 1943 года Валухов совершил 12 вылетов на поиски ледокола «Сталин» в Арктике.
Указом Президиума Верховного Совета СССР от 19 августа 1944 года за «мужество и героизм, проявленные в боях» капитан Иван Валухов был удостоен высокого звания Героя Советского Союза с вручением ордена Ленина и медали «Золотая Звезда» за номером 4413.
После окончания войны Валухов продолжал службу в строевых частях Военно-воздушных сил. В апреле 1946 года он был уволен в запас. В 1947 году он окончил Курсы высшей лётной подготовки ГВФ в Минеральных Водах, работал пилотом во Внуковском авиационном отряде. С 1949 года он был лётчиком-испытателем Научно-исследовательского института парашютно-десантного снаряжения, производил испытательные сбросы грузов и парашютистов-испытателей с самолётов «По-2», «Ли-2», «С-47», «Ил-12». Проживал в Москве, скончался 9 мая 1966 года. Похоронен в колумбарии Донского кладбища.
Был также награждён орденами Красного Знамени, Отечественной войны 1-й степени, Красной Звезды, а также рядом медалей.